# Цалкійський муніципалітет
Цалкійський муніципалітет (груз. წალკის მუნიციპალიტეტი tsalq'is'is municipʼalitʼetʼi) — муніципалітет Грузії, що входить до складу краю Квемо-Картлі. Знаходиться на півдні Грузії, на території історичних областей Нижня Картлія та Борчали. Адміністративний центр — Цалка.

## Населення
Станом на 1 січня 2014 чисельність населення муніципалітету склала 18 849 мешканців.
| Грузини | Вірмени | Азербайджанці | Греки  |
| 46,7%   | 38,84 % | 6,98 %        | 6,92 % |